# Manfred Stolpe

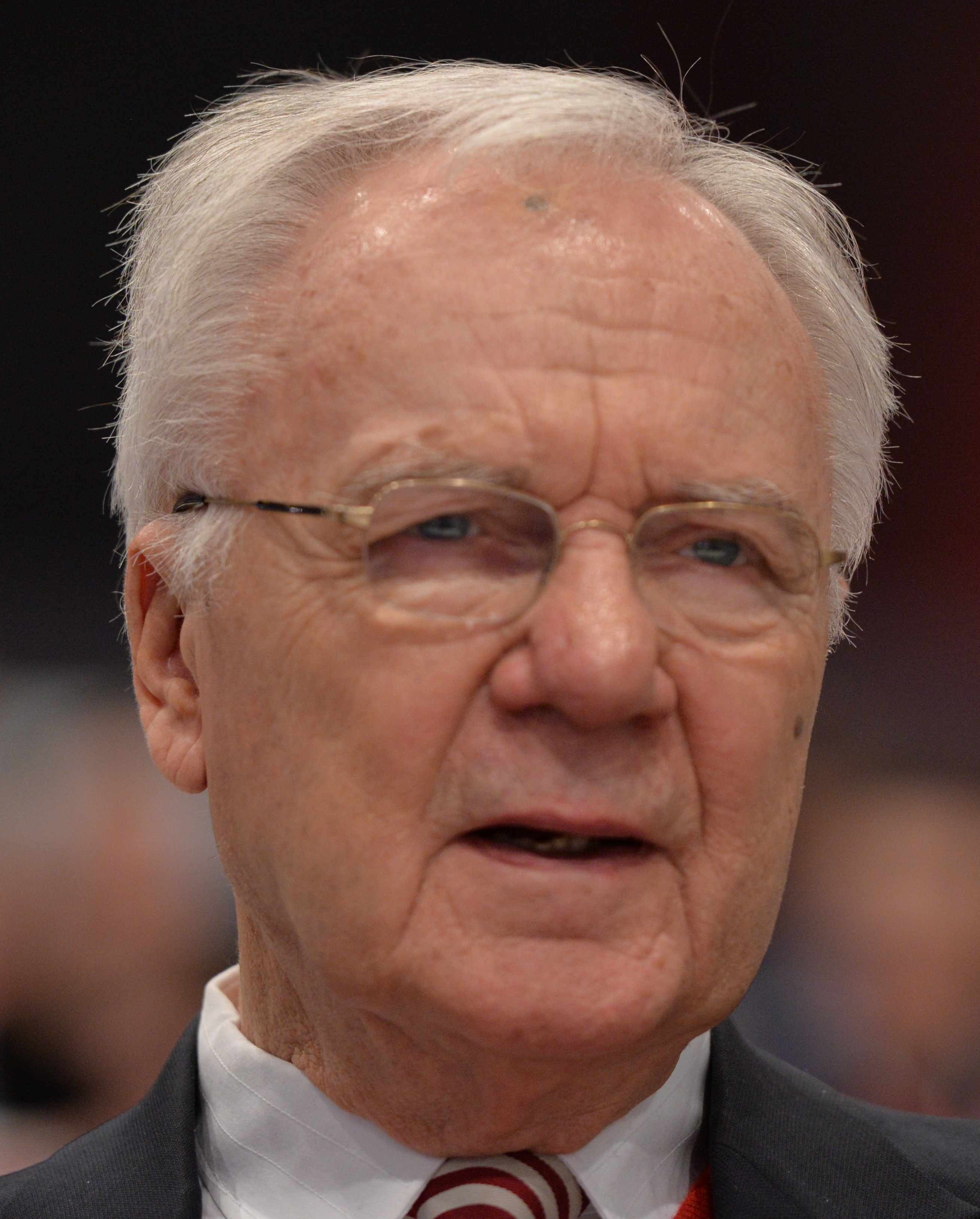
Manfred Stolpe (2015)

Manfred Stolpe (* 16. Mai 1936 in Stettin; † 29. Dezember 2019 in Potsdam) war ein deutscher Kirchenjurist und Politiker (SPD). Er war von 1990 bis 2002 der Ministerpräsident des Landes Brandenburg und von 2002 bis 2005 Bundesminister für Verkehr, Bau- und Wohnungswesen.

## Ausbildung
1945 mit seinen Eltern aus Stettin nach Greifswald geflohen, begann Stolpe nach dem Abitur 1955 dort anschließend ein Studium der Rechtswissenschaft an der Universität Jena, das er 1959 mit dem Abschluss Diplom-Jurist beendete. Von 1959 bis zum Mauerbau 1961 war er Gaststudent an der Freien Universität Berlin.

## Kirchlicher Werdegang
Nachdem er schon in Jena zusammen mit Kommilitonen mit seiner kirchlich geprägten Haltung aufgefallen war und keine Aussicht auf eine Übernahme in den Staatsdienst bestand, war Stolpe von 1959 bis 1969 bei der Evangelischen Kirche Berlin-Brandenburg tätig, ab 1962 als Leiter der Geschäftsstelle der Evangelischen Kirchenleitungen in der DDR, von 1963 bis 1966 auch Referent des lausitz-neumärkischen General-Superintendenten Günter Jacob. Von 1969 bis 1981 war er Leiter des Sekretariats des Bundes der Evangelischen Kirchen in der DDR. Ab Januar 1982 war er Konsistorialpräsident der Ostregion der Evangelischen Kirche Berlin-Brandenburg. Von 1982 bis 1989 war er zusätzlich stellvertretender Vorsitzender des Bundes der Evangelischen Kirchen in der DDR. Stolpe war in diesen Funktionen einflussreich beteiligt sowohl bei der Realisierung der Kirchenbauprogramme in der DDR als auch beim Wiederaufbau des Berliner Doms, dessen ursprünglich veranschlagte Kosten laut Stolpe 45 Millionen D-Mark betrugen.
In seiner Zeit als Kirchenjurist fungierte er als eine Art kirchlicher Diplomat gegenüber verschiedenen staatlichen Stellen und Funktionsträgern der DDR. Über ihn liefen informelle Kontakte zwischen Staat und Kirche, die es offiziell nicht gab. Stolpes Aufgabe und Ziel dabei war, den Raum für die Entfaltung kirchlichen Lebens im sich selbst als atheistisch definierenden sozialistischen Staat in kleinen, aber kontinuierlichen Schritten auszubauen und Menschen, die wegen ihrer christlichen Überzeugungen staatlicher Repression ausgesetzt waren, zu helfen – unter anderem durch Mitwirkung am (geheimen) Freikaufprogramm für politische Häftlinge. Der geheime Charakter seiner Missionen, allein die Tatsache, dass er über derartige Gesprächszugänge in den Partei- und Staatsapparat verfügte, warf später öffentliche Fragen nach einer etwaigen Tätigkeit für das Ministerium für Staatssicherheit auf, welche er selbst verneinte, obschon ihn dieses seinerseits als inoffiziellen Mitarbeiter führte. Die daraus in der öffentlichen Diskussion der Nachwendezeit erhobene Anschuldigung, Stolpe habe womöglich mehr dem Staat als der Kirche gedient, wird von kirchlicher Seite klar und eindeutig verneint. Christian Stäblein, Bischof der Evangelischen Kirche Berlin-Brandenburg-schlesische Oberlausitz (EKBO), erklärte anlässlich seines Todes vielmehr: „Er hatte immer den Menschen im Blick; er hat immer für das Wohl der Menschen gearbeitet. Seine Verdienste für die Evangelische Kirche sind nicht hoch genug einzuschätzen.“

## Öffentliche Ämter nach der Wende

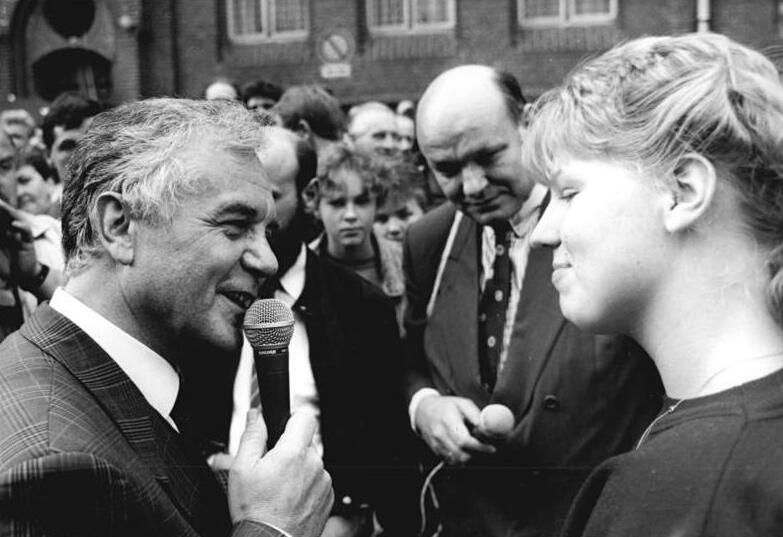
Stolpe (links) im Landtagswahlkampf 1990 in Nauen (Bildmitte: Walter Momper)

Bei der ersten Landtagswahl nach Wiedergründung des Landes Brandenburg 1990 wurde die SPD unter seiner Führung stärkste Kraft, während in allen anderen neuen Ländern, deren Landtage am selben Tag gewählt wurden, die CDU siegreich war. Stolpe bildete infolgedessen eine Ampelkoalition mit FDP und Bündnis 90 und wurde am 1. November 1990 zum ersten Ministerpräsidenten des Landes Brandenburg gewählt. Bei den Landtagswahlen 1994 und 1999 war er erneut Spitzenkandidat seiner Partei. 1994 konnte die SPD mit 54,1 Prozent der Stimmen das historisch beste Ergebnis einer Partei in Brandenburg erzielen, jedoch war die SPD nach starken Verlusten 1999 darauf angewiesen, eine Koalition zu bilden. Die SPD entschied sich auf Stolpes Wunsch hin für eine Koalition der CDU, während seine Sozialministerin Regine Hildebrandt eine Koalition mit der PDS bevorzugte. Als Landtagsabgeordneter vertrat Stolpe von 1990 bis 2004 den Wahlkreis Cottbus mit einem Direktmandat.
Am 26. Juni 2002 trat er zugunsten von Matthias Platzeck als Ministerpräsident zurück. Einer der Gründe für seinen Rücktritt war die Krise der Großen Koalition in Brandenburg infolge einer Abstimmung im Bundesrat über das Zuwanderungsgesetz: Stolpe hatte mit Ja gestimmt, der stellvertretende Ministerpräsident und Innenminister Jörg Schönbohm (CDU) dagegen mit Nein. Das uneinheitliche Votum wurde von Bundesratspräsident Klaus Wowereit (SPD) als Zustimmung gewertet, was noch direkt im Plenum durch den Hessen Roland Koch als Verfassungsbruch qualifiziert und vom Bundesverfassungsgericht ein halbes Jahr nach Stolpes Rücktritt als Ministerpräsident auch entsprechend als grundgesetzeswidrig annulliert wurde. Stolpe hinterließ dem Land die mit erheblichen Landesmitteln geförderten und letztendlich gescheiterten Investitionsruinen Cargolifter und Chipfabrik Frankfurt (Oder) sowie den unwirtschaftlichen EuroSpeedway Lausitz.
Nach der Bundestagswahl 2002 wurde er am 22. Oktober 2002 als Bundesminister für Verkehr, Bau- und Wohnungswesen in die von Bundeskanzler Gerhard Schröder geführte Bundesregierung berufen. In seiner Position als Bundesverkehrsminister ist der Name von Manfred Stolpe eng mit dem misslungenen Einführungsversuch einer Lkw-Maut in Deutschland zum 31. August 2003 verbunden. Die umstrittenen Verträge waren von seinem Vorgänger Kurt Bodewig ausgehandelt und unterzeichnet worden. Stolpe wurde von mehreren Seiten ein nicht nachvollziehbar nachsichtiges Verhalten gegenüber dem Vertragspartner Toll Collect vorgeworfen. Die CDU forderte im Zusammenhang mit der gescheiterten Mauteinführung und dem unvorhergesehenen Milliardenverlust für die Staatsfinanzen ab Herbst 2003 seinen Rücktritt als Bundesminister.
Der in seiner Amtszeit verabschiedete Bundesverkehrswegeplan 2003 für den Zeitraum 2001 bis 2015 trägt seine Handschrift (er war von der EU-Ost-Integration überzeugt) und ist von der EU-Erweiterung 2004 geprägt: erstmals rückte die Entwicklung von Ost-West-Verkehrsachsen bzw. -Magistralen nach Tschechien und Polen in den Fokus der Planungen.
Überwiegend positiv bewertete die deutsche Wirtschaftspresse das 2004 von ihm initiierte Programm Stadtumbau West. Es ermöglicht schrumpfenden Kommunen die Umgestaltung und den Abriss ganzer Stadtareale, um der Slumbildung vorzubeugen.
Nach der Bundestagswahl 2005 – sie führte zu einem Regierungswechsel und einer großen Koalition – schied Stolpe am 22. November 2005 aus dem Amt. Sein Nachfolger als Verkehrsminister wurde Wolfgang Tiefensee (SPD).
Stolpe gehörte dem Domkapitel Brandenburg an. Außerdem war er Mitglied im Lenkungsausschuss des deutsch-russischen Petersburger Dialogs und zeitweise Vorsitzender der Deutsch-Russischen Freundschaftsgruppe des Bundesrates.

## Politisches

### Kontakte zum Ministerium für Staatssicherheit
Während seiner Tätigkeit in der Kirchenleitung in der DDR hatte Stolpe regelmäßige Kontakte zum Ministerium für Staatssicherheit. Nach seiner eigenen Aussage waren alle diese Kontakte im Interesse und Sinne der Kirchenmitglieder; Kritiker hingegen meinen, er habe Kircheninterna und Informationen aus der DDR-Opposition verraten. Oppositionskreise der DDR waren überzeugt, dass Stolpe mit der Stasi zusammenarbeitete. Die Realisierung von Ausreiseanträgen brachten sie mit seinem Namen in Verbindung. Seine Tätigkeiten waren und sind umstritten. Manche Vorwürfe werden als haltlos angesehen. Kritiker meinen, er habe sicherlich „nicht ohne Grund“ 1978 die Verdienstmedaille der DDR in einer konspirativen Wohnung der Staatssicherheit erhalten.
In seiner Amtszeit als Ministerpräsident von Brandenburg kam es zu einem Rechtsstreit mit der Gauck-Behörde. Das Verwaltungsgericht Berlin entschied am 3. Juni 1993, dass Joachim Gauck nicht länger behaupten darf, Stolpe sei ein wichtiger inoffizieller Mitarbeiter der DDR-Staatssicherheit gewesen. Dagegen lehnte das Gericht die Forderung Stolpes ab, Gauck alle bisher wertenden Äußerungen über Stolpe zu verbieten.
Ein parlamentarischer Untersuchungsausschuss des Landes Brandenburg kam 1994 zu dem Ergebnis, Stolpe sei kein Zuträger der Staatssicherheit gewesen, sondern von staatlicher Seite als gleichrangiger Verhandlungspartner angesehen worden. Er habe weder Menschen noch der Kirche geschadet.
Die Birthler-Behörde legte 2003 ein über 1200-Seiten-Dossier zu Manfred Stolpe alias IM „Sekretär“ vor. Damit thematisierte sie erstmals die Unterlagen über einen amtierenden Bundesminister.
Das Bundesverfassungsgericht (Az.: 1 BvR 1696/98) entschied im Oktober 2005 im Rahmen einer Aufhebung eines Urteils des Bundesgerichtshofs aus dem Jahre 1998, dass eine Bezeichnung Stolpes als ehemaliger Stasi-Mitarbeiter oder „Inoffizieller Mitarbeiter“ nicht zulässig sei. Die Stasi-Unterlagenbehörde verwies allerdings umgehend darauf, dass sich das Urteil lediglich auf „eine Äußerung im politischen Meinungsstreit“ beziehe und bekräftigte nochmals, dass Stolpe – wie in einem Gutachten aus dem Jahre 1992 festgestellt wurde – unabhängig von der Tatsache, ob er je als Mitarbeiter rekrutiert worden sei, als IM „Sekretär“ und über 20 Jahre hinweg als „ein wichtiger IM im Bereich der evangelischen Kirche der DDR“ in den Akten der Staatssicherheit geführt worden sei. Spätere Aktenfunde, zuletzt 2003, hätten diese Bewertung weiter untermauert. Nach seiner eigenen Aussage hat Manfred Stolpe wissentlich niemandem durch seine Kontakte zur Stasi geschadet.
2011 kam ein für die Enquetekommission des Brandenburger Landtages erstelltes Gutachten zu dem Ergebnis, Stolpe sei wichtiger IM der Stasi gewesen und hätte zwischen 1990 und 1994 eine Aufforderung zur Niederlegung seines Landtagsmandat ob der Stasi-Kontakte erhalten müssen. Diese Sichtweise wurde allerdings kontrovers in der Sitzung der Enquetekommission diskutiert und teilweise abgelehnt.

### SPD
Seit 1990 war Stolpe Mitglied der SPD. Von 1991 bis 2002 war er Mitglied im SPD-Parteivorstand.

## Ehrungen
- 1978 Verdienstmedaille der DDR
- 1989 Ehrendoktorwürde der Dokkyō-Universität/Japan
- 1989 Ehrendoktorwürde der Ernst-Moritz-Arndt-Universität Greifswald
- 1991 Ehrendoktorwürde der Universität Zürich
- 1991 Förderpreis der Carlo-Schmid-Stiftung
- 1996 Ehrendoktorwürde der Universität Stettin
- 1999 Großes Bundesverdienstkreuz mit Stern
- 2002 Dr. Friedrich Joseph Haass-Preis
- 2006 Verdienstorden des Landes Brandenburg („Roter-Adler-Orden“)
- 2012 Europäischer Kulturpreis für Politik[17]
- 2018 Frauenbrücke-Preis für die innere Einheit Deutschlands[18]

## Privates
Manfred Stolpe war seit 1961 mit der von 1965 bis 2003 in Potsdam praktizierenden Ärztin Ingrid Stolpe (* 1938) verheiratet. Sie hatten eine Tochter (* 1968).
Im April 2009 wurde bekannt, dass Stolpe bereits 2004 während seiner Amtszeit als Bundesminister für Verkehr an Darmkrebs erkrankt war. 2008 musste er wegen Metastasen in der Leber erneut operiert werden. Ingrid Stolpe erkrankte 2008 an Brustkrebs. Die Stolpes sprachen in der Sendung Menschen bei Maischberger (Das Erste) im April 2009 offen über ihre Krebskrankheiten und schrieben auch ein Buch darüber.
Manfred Stolpe starb am 29. Dezember 2019 im Alter von 83 Jahren an Krebs. Er wurde auf dem Bornstedter Friedhof in Potsdam beigesetzt.
Stolpe war langjähriger Stiftungsrat der F. C. Flick Stiftung gegen Fremdenfeindlichkeit, Rassismus und Intoleranz.

## Werke
- Den Menschen Hoffnung geben. Reden Aufsätze, Interviews aus zwölf Jahren. Wichern-Verlag, Berlin 1991, ISBN 3-88981-051-9.
- Schwieriger Aufbruch. Wolf Jobst Siedler Verlag, Berlin 1992, ISBN 3-88680-435-6; Später als Siedler Buch Goldmann 12847, München 1993, ISBN 3-442-12847-1.
- Demokratie wagen – Aufbruch in Brandenburg. Reden, Beiträge, Interviews 1990–1993. Mit einem Beitrag von Iring Fetscher und einem Vorwort von Regine Hildebrandt. Schüren Presseverlag, Berlin 1994, ISBN 3-89472-096-4.
- Sieben Jahre, sieben Brücken. Ein Rückblick in die Zukunft. Wolf Jobst Siedler Verlag, Berlin 1997, ISBN 3-88680-626-X.
- Ingrid und Manfred Stolpe: „Wir haben noch so viel vor“. Unser gemeinsamer Kampf gegen den Krebs. (Mit Silke Amthor). Ullstein, Berlin 2011, ISBN 978-3-548-37395-9.